# 巴洛 (科多尔省)
巴洛（法語：Balot，法語發音：[balo]）是法国科多尔省的一个市镇，位于该省西北部，属于蒙巴尔区。

## 地理
巴洛（47°48'48"N, 4°25'45"E）面积15.54 平方千米，位于法国勃艮第-弗朗什-孔泰大區科多尔省，该省份为法国中东部省份，北起奥布省，西接涅夫勒省和约讷省，南至索恩-卢瓦尔省，东南接汝拉省，东临上索恩省，东北部与上马恩省接壤。
与巴洛接壤的市镇（或旧市镇、城区）包括：潘松莱拉雷、昂皮伊勒塞克、比塞拉皮埃尔、塞里伊、莱涅、内勒和马苏。

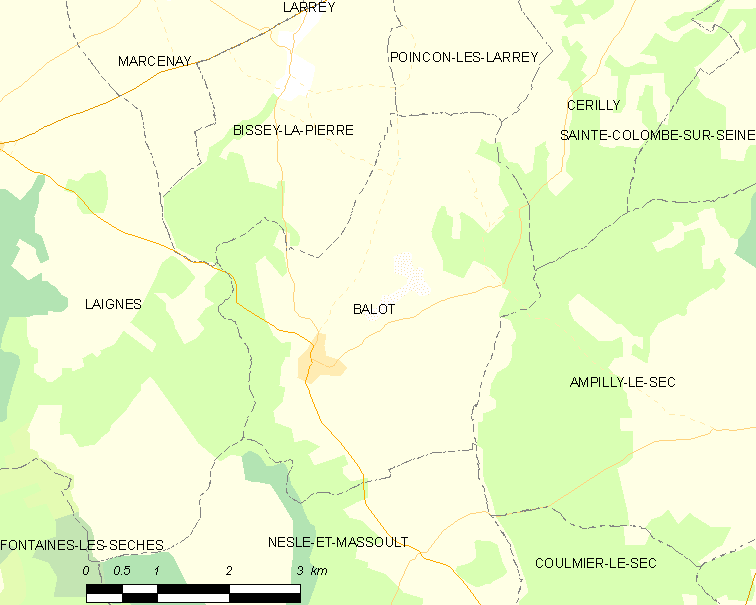
的OSM定位图

巴洛的时区为UTC+01:00、UTC+02:00（夏令时）。

## 行政
巴洛的邮政编码为21330，INSEE市镇编码为21044。

## 政治
巴洛所属的省级选区为塞纳河畔沙蒂永县。

## 人口

1962-2008年间人口变化图示

巴洛于2022年1月1日时的人口数量为93人。